# Evangelische Kirche Westhoffen

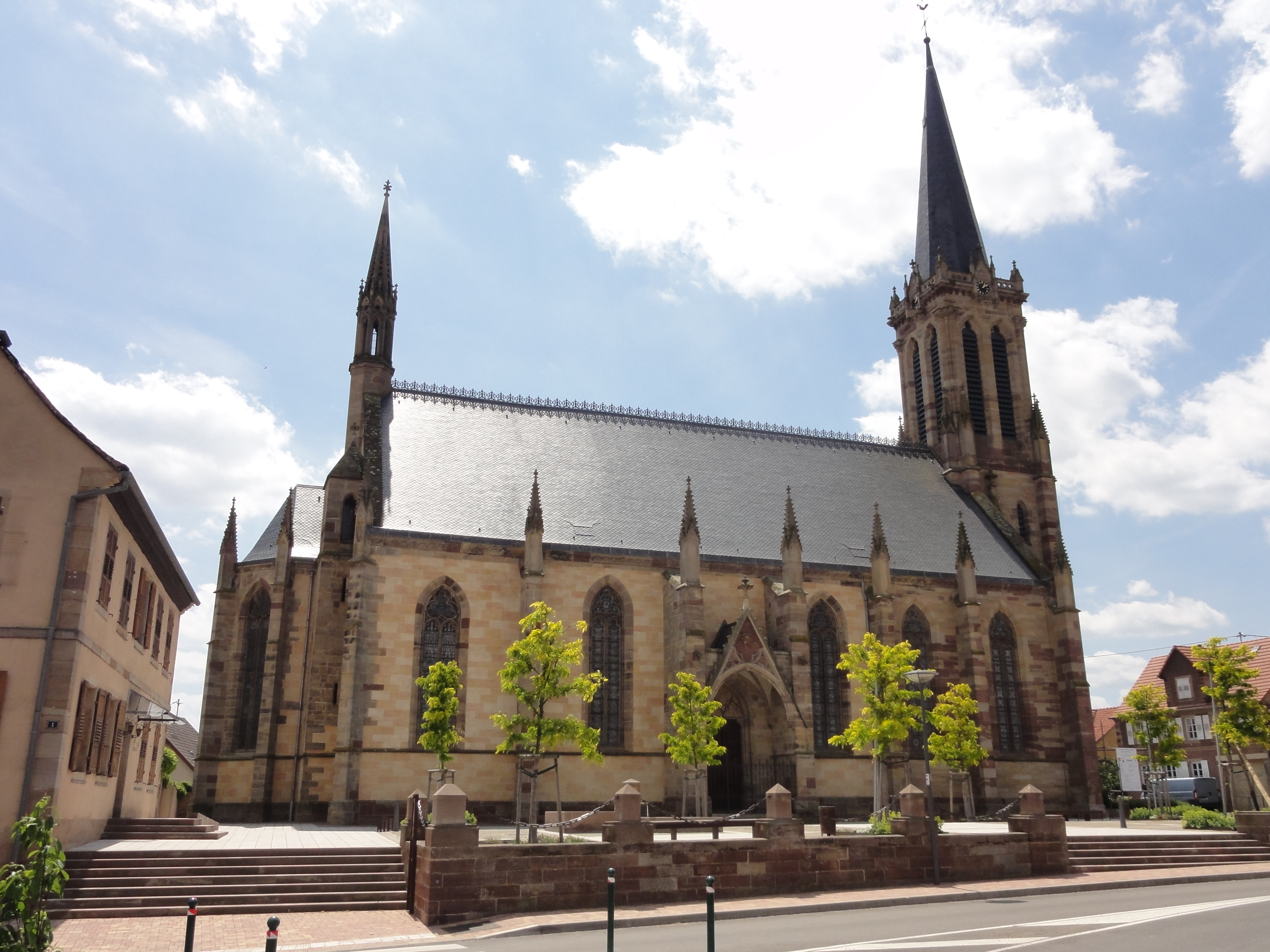
Die evangelische Kirche

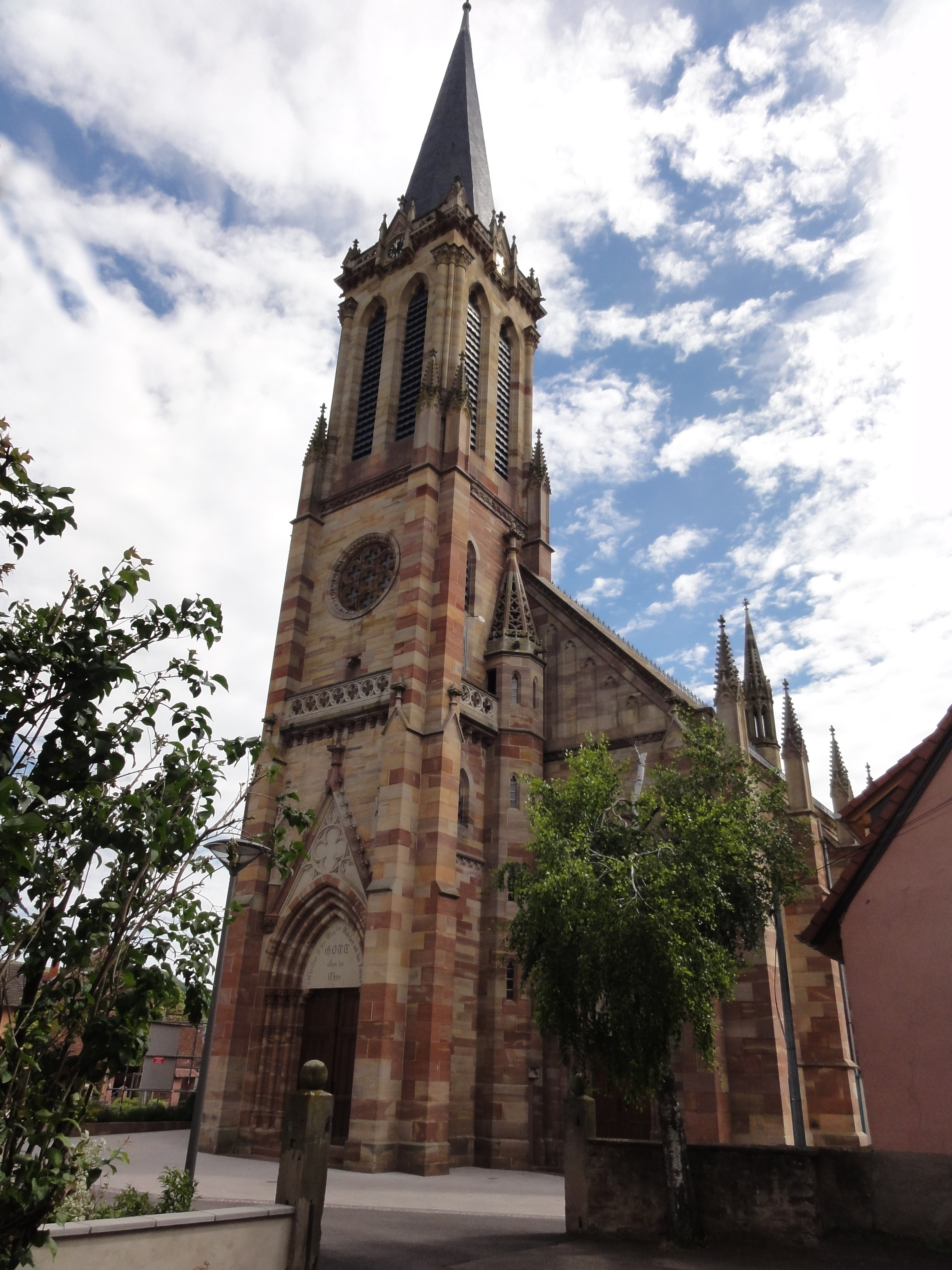
Neugotischer Westturm mit Portal

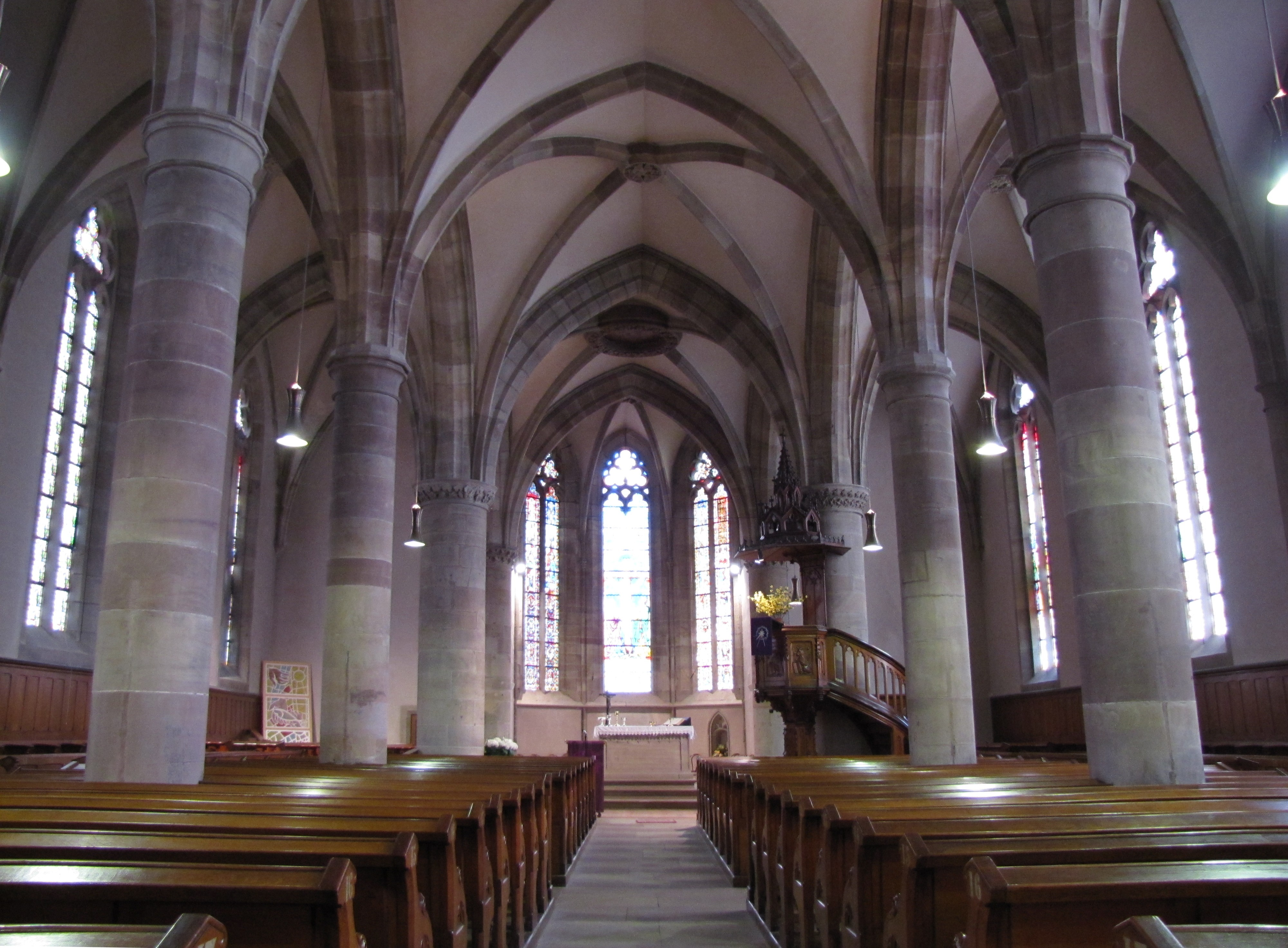
Blick durch das Kirchenschiff zum Chor

Die Evangelische Kirche (nach dem alten Patrozinium auch St-Martin) ist ein Kirchengebäude der evangelisch-lutherischen Protestantischen Kirche Augsburgischen Bekenntnisses von Elsass und Lothringen in der elsässischen Gemeinde Westhoffen. Sie steht als Monument historique unter Denkmalschutz.

## Geschichte
St-Martin wurde im Mittelalter errichtet und zwischen 1280 und 1330 von einem Meister Conrad erneuert. 1545 setzt sich die Reformation durch und die Kirche wird protestantisch. Ab 1685 durften auch die Katholiken des Ortes die Kirche nutzen. St-Martin wurde zur Simultankirche. Als die Westhoffener Katholiken 1866 eine eigene Kirche erhielten, wurde St-Martin evangelisch. In den Jahren 1869 bis 1876 wurde die Kirche nach Plänen des Architekten Charles Alexandre François Morin um zwei Joche nach Westen erweitert, der Chorturm abgebrochen und durch einen Dachreiter ersetzt. Außerdem wurde dem Langhaus ein Westturm vorangestellt.

## Architektur
Die Kirche wurde schon als dreischiffige Hallenkirche erbaut und ist eines der wenigen Beispiele dieses Bautyps im Elsass. Das Langhaus mit Mittel- und zwei Seitenschiffen besitzt sechs Fensterachsen und fünf Joche mit Kreuzrippengewölbe. Daran schließt sich ein kurzes Querhaus an. Es folgt ein polygonaler eingezogener Chor, der ursprünglich einen Chorturm trug. Die Gewölbe werden von Rundsäulen mit unterschiedlichen Kapitellen in neogotischen Formen getragen.
Die Kirche wird von einem Satteldach gedeckt, auf dem am östlichen Ende ein neogotischer Dachreiter sitzt. Strebepfeiler mit Fialen stützen die Längsseiten des Kirchenschiffs. Auf der Westseite des Langhauses sitzt, leicht in die Fassade geschoben, ein quadratischer Glockenturm mit Portal. Zwei oktogonale Treppentürme flankieren ihn. Das spitzbogige Portal wird von einem Wimperg überragt in dessen Tympanon ein Vierpass sitzt. Reiches Maßwerk und Fialen schmücken den Turm. In der Nordseite sitzt ein zweites Portal mit einjochiger offener Vorhalle und vorgesetztem Wimperg.

## Ausstattung
Im Chor mit Maßwerkfenstern sind bedeutende Glasmalereien erhalten. Ältere Zyklen zeigen Szenen aus dem Leben Christi und Darstellungen von Heiligen, die Ende des 13. Jahrhunderts entstanden sind und später mit jüngeren Einzeldarstellungen aus dem 14. Jahrhundert vereinigt wurden. Im nördlichen Fenster findet sich die Signatur eines Meisters Renboldus. Im Kirchenschiff sind Fenster von Melanchthon und Luther, Johannes und Paulus sowie eine Darstellung der Taufe Christi und der Kreuzigung zu finden. Diese stammen aus dem 19. Jahrhundert und wurden von Pierre Petit-Gérard geschaffen. 

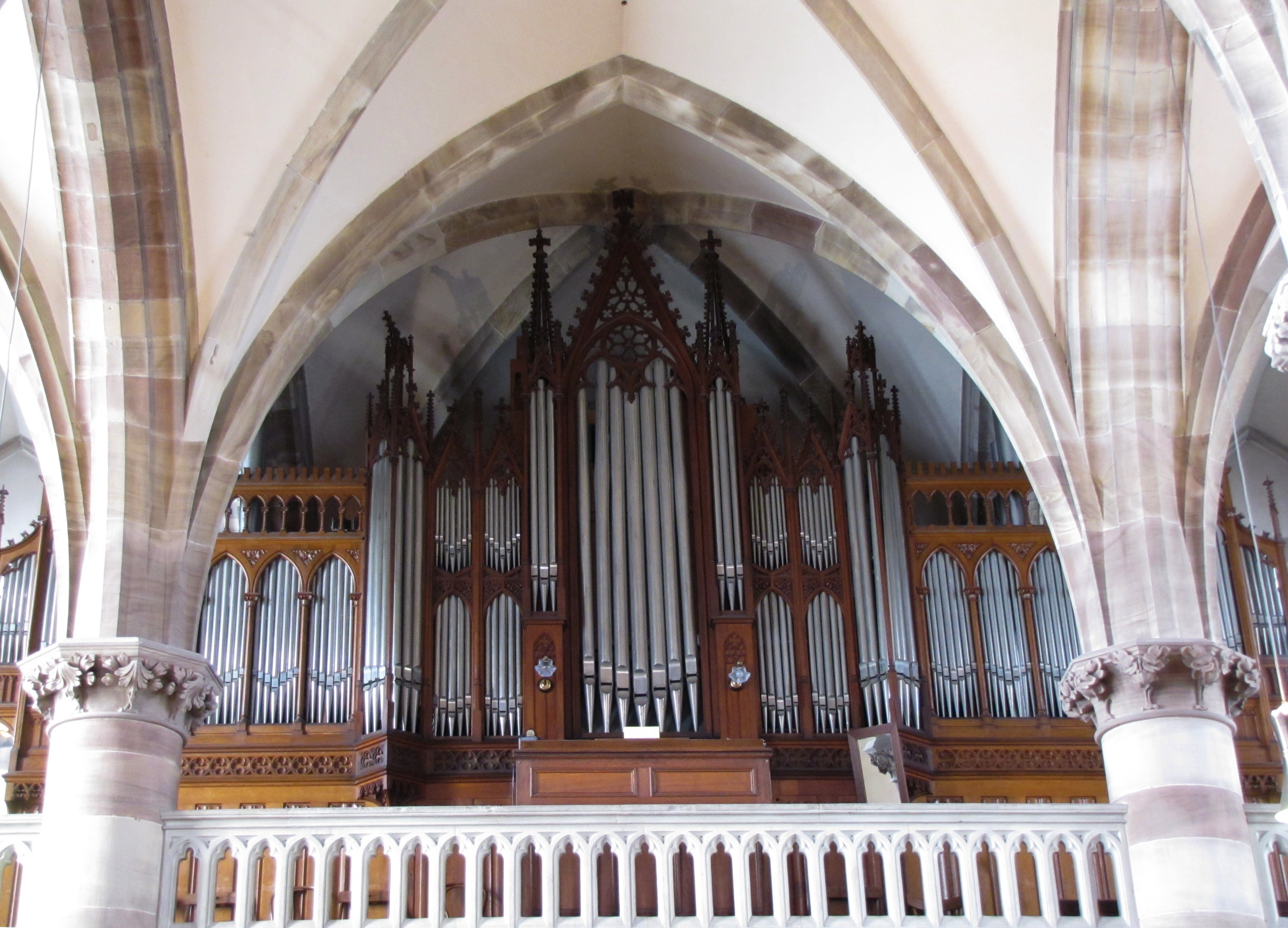
Orgel der protestantischen Kirche Westhoffen

Die Kirche besitzt außerdem im Chor mit dreiseitigem Schluss ein Lavabo aus der Zeit um 1300.
Schon vor 1667 ist in der Westhoffener Kirche eine Orgel nachgewiesen. Die Orgel von 1667 stammte von  Christoph Aebi, folgende Instrumente bauten Johann Peter Toussaint (1740), Xavery Mockers (1828) und  Heinrich Koulen (1874).
Die heutige Orgel auf der Empore im rückwärtigen Teil er Kirche wurde 1912 von der Manufaktur Dalstein-Haerpfer gebaut. Sie verfügt über 45 Register auf drei Manualen und Pedal. Sie wurde mehrmals repariert oder überarbeitet, zuletzt 1981 von Paul Adam. Sowohl das Orgelgehäuse als auch die Orgel selbst stehen als Monuments historiques unter Denkmalschutz.